# Bundeswahlkreis McEwen
Koordinaten: 37° 22′ S, 145° 21′ O

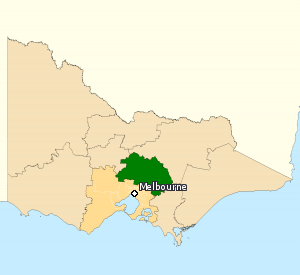
Lage des Wahlkreises in Victoria.

Der Bundeswahlkreis McEwen ist ein Wahlkreis (englisch electoral division) für die Wahl eines Abgeordneten des australischen Repräsentantenhauses. Der Wahlkreis liegt im Zentrum des Bundesstaates Victoria nördlich von Melbourne. Er wurde nach dem ehemaligen australischen Premierminister John McEwen benannt und 1984 angelegt.
Seit 2004 ist Rob Mitchell von der Australian Labor Party der amtierende Abgeordnete des Wahlkreises.

## Bisherige Abgeordnete
| Name           | Partei                     | Amtszeiten     |
| -------------- | -------------------------- | -------------- |
| Peter Cleeland | Australian Labor Party     | 1984–1990      |
| Fran Bailey    | Liberal Party of Australia | 1990–1993      |
| Peter Cleeland | Australian Labor Party     | 1993–1996      |
| Fran Bailey    | Liberal Party of Australia | 1996–2010      |
| Rob Mitchell   | Australian Labor Party     | 2010–amtierend |